# Nikolai Nikolajewitsch Murawjow

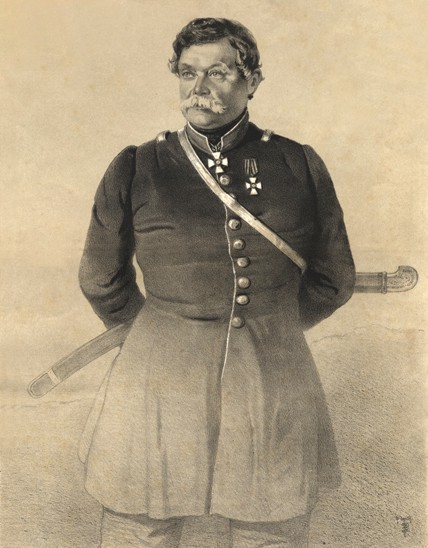
Murawjow-Karski

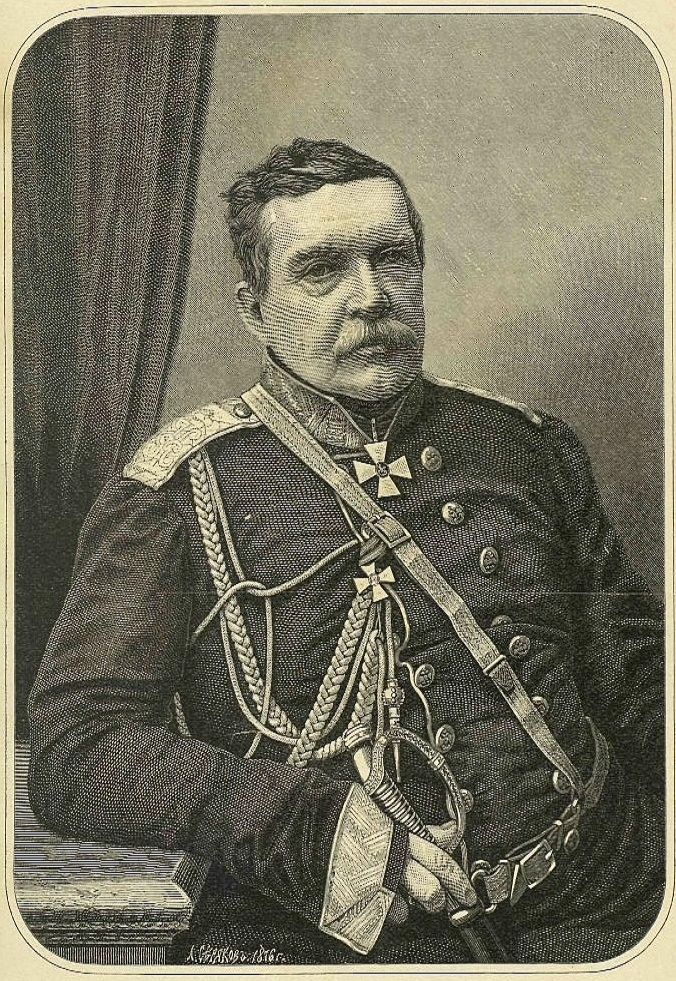
Murawjow-Karski

Nikolai Nikolajewitsch Murawjow(-Karski) (russisch Николай Николаевич Муравьёв-Карский, wiss. Transliteration Nikolaj Nikolaevič Murav'ëv-Karskij; * 14. Julijul. / 25. Juli 1794greg. in Sankt Petersburg; † 18. Oktoberjul. / 30. Oktober 1866greg. in Skornjakowo, Gouvernement Woronesch) war ein russischer General im Krimkrieg.

## Leben
Murawjow trat 1810 in die russische Armee ein. Er wurde Kapitän im Generalstab und diente im Kaukasus. 1819 besuchte er in diplomatischen Diensten Chiwa und Buchara. Im Persischen Krieg zeichnete er sich aus und wurde zum Generalmajor befördert. Im polnischen Feldzug von 1830 führte er die litauische Grenadierbrigade und entschied mit dieser den Sieg bei Kazimierz Dolny, wofür er zum Generalleutnant befördert wurde. Im September 1831 kommandierte er beim Sturm auf Warschau den rechten Flügel. Ende 1832 ging er als außerordentlicher Bevollmächtigter Russlands nach Ägypten und kommandierte im Anschluss die am Bosporus gelandeten Truppen. 1835 wurde er Kommandierender General des V. Korps und 1855 Oberbefehlshaber der kaukasischen Armee im Krimkrieg.
In dieser Funktion marschierte er in den osmanischen Teil Armeniens ein und wurde dort von der Bevölkerung freundlich begrüßt. Von Anfang Juni bis Ende November 1855 führte Murawjow die Belagerung der wichtigen Festung Kars, im Nordosten Anatoliens. Omar Pascha, der in den Donau-Fürstentümern so erfolgreich war, wurde entsandt, um Kars zu entsetzen. Sein Ablenkungsangriff auf Kutaissi wurde aber vereitelt und am 29. November konnte Murawjow Kars einnehmen. Er trug seitdem den nichtoffiziellen Namenszusatz Karski. Murawjow wurde zum Generaladjutanten Zar Alexanders II. und Mitglied des Reichsrats ernannt. Er war im Anschluss Mitglied der Kommission, welche die Missstände während des Krimkriegs untersuchen sollte, lebte aber die nächsten Jahre teils zurückgezogen in Russland, teils auf Reisen im südlichen Europa.
Murawjow hatte 5 Geschwister. Der Stabsoffizier und Politiker Alexander Nikolajewitsch Murawjow, der Offizier und Politiker Michail Nikolajewitsch Murawjow-Wilenski und der Kirchenhistoriker und Dichter Andrei Nikolajewitsch Murawjow waren Brüder Murawjows.